# Góðir Hlutir
Góðir Hlutir é o título do segundo álbum de estúdio da carreira do girl group islandês de pop e eurodance Nylon. O álbum será lançado em 10 de novembro de 2005 pela Believer Music em parceria com a Universal Music, alcançando o primeiro lugar em vendas.

## Informações
Em 10 de novembro de 2005 as quatro amigas Alma Guðmundsdóttir (Reiquiavique, 29 de dezembro de 1984), Steinunn Þóra Camilla Sigurðardóttir (Reiquiavique, 13 de julho de 1984), Klara Ósk Elíasdóttir (Reiquiavique, 27 de novembro de 1985) e Emilía Björg Óskarsdóttir (Reiquiavique, 14 de junho de 1984), que aviam assinado um contrato com a Believer Music, afiliada da Universal Music, lançaram seu segundo álbum, totalmente em islandês. O trabalho trouxe dez faixas,  das quais nove são inéditas e ainda uma regravação e foi produzido por Óskari Páli Sveinssyni, Friðriki Karlssyni e Richard Barraclaugh, sendo gravado parte em Londres, no Reino Unido, e parte em Reiquiavique, na Islândia. O álbum alcançou a primeira posição no Iceland Albums Chart, vendendo um total de 25 mil cópias, de onde foram retirados os singles "Dans, Dans, Dans", um dos maiores sucessos do grupo, e "Góðir Hlutir", ambas alcançando a primeira posição.

## Faixas
| N.º | Título                                | Duração |  |
| 1.  | "Lög unga fólksins"                   | 3:18    |  |
| 2.  | "Allstaðar"                           | 3:55    |  |
| 3.  | "Ertu að hlusta"                      | 3:53    |  |
| 4.  | "Get ekki meira"                      | 3:39    |  |
| 5.  | "Ég komst hingað ein"                 | 4:26    |  |
| 6.  | "Sagan segir"                         | 4:01    |  |
| 7.  | "Bara í nótt"                         | 4:14    |  |
| 8.  | "Fimm á Richter"                      | 3:21    |  |
| 9.  | "Reyndu"                              | 3:30    |  |
| 10. | "Reyndu"                              | 3:48    |  |
| 11. | "Einhvers staðar, einhverntíma aftur" | 7:02    |  |

## Singles
- "Dans, Dans, Dans"
- "Góðir Hlutir"

## Desempenho nas tabelas musicais
| Paradas (2004)                  | Posições |
| ------------------------------- | -------- |
| Islândia — Iceland Albums Chart | 1        |

| País          | Vendas |
| ------------- | ------ |
| Islândia IFPI | 25.000 |